# Список птиц, занесённых в Красную книгу Республики Беларусь
Список птиц, занесённых в Красную книгу Республики Беларусь — список видов птиц, включённых в Красную книгу Республики Беларусь (2015).

## Обозрение
В целом орнитофауна Беларуси на начало 2015 года включает в себя 325 видов птиц, относящихся к 20 отрядам, 62 семействам, из них 70 видов включено в последнее четвёртое издание Красной книги Республики Беларусь.
Первое издание Красной книги БССР вышло в 1981 году на белорусском языке согласно постановлению Совета Министров БССР 1979 года (издательство БСЭ). Второе, двухтомное, издание теперь уже «Красной книги Республики Беларусь» вышло в независимой Беларуси в 1993 году. В разделе животных оно включало 75 видов птиц. Третье издание Книги было опубликовано в 2006 году на русском языке и, по сравнению с предыдущим изданием, в него было добавлено 17 новых, а исключено — 19 видов птиц. В 2015 году увидело свет четвёртое издание Красной книги. В него был добавлен один вид птиц — просянка. Также из последней редакции Красной книги в связи со значительным увеличением численности были исключены два вида птиц — большая белая цапля и белощёкая крачка.
Птицы, встречающиеся в пределах Беларуси, по характеру пребывания, гнездования и сезонным переселениям поделены на несколько групп:
- Оседлый — виды, которые круглогодично придерживаются определённой небольшой территории и за её пределы не перемещаются. К также относятся синантропы — птицы, обитающие вблизи человека и так или иначе зависящие от него.
- Гнездящийся — вид с доказанным гнездованием в пределах территории страны: для них установлено пребывание в гнездовых биотопах в период размножения, обнаружены гнёзда, птенцы (слётки); отмечено строительство гнёзд, выкармливание птенцов и другие элементы гнездового поведения.
- Вероятно гнездящийся — вид, наблюдаемый на протяжении гнездового периода в подходящих для гнездования биотопах, но их гнездование на территории страны пока не подтверждено.
- Кочующий — вне сезона размножения постоянно передвигается с места на место в поисках пищи. Такие передвижения не связаны с цикличностью и целиком зависят от доступности кормовой базы и погодных условий.
- Перелётный — совершает регулярные сезонные перемещения между местами гнездовий и зимовок. Часто перелёт проходит с остановками для отдыха и кормления.
- Зимующий — оседлые и прилетающие на зимовку виды птицы.
- К числу пролётных, относятся виды, появляющиеся в пределах региона только во время миграций (пролёта, кочёвок), преимущественно во время остановок для отдыха и кормления.
- К числу залётных птиц относятся птицы, случайно оказавшиеся на территории Белоруссии по каким-то причинам, пролётные пути и места гнездования которых находятся далеко (часто за несколько тысяч километров от их постоянного летнего или зимнего ареала) за пределами страны. Чаще всего залёты происходят во время осенних или весенних миграций.

## Категории природоохранной значимости
Категории природоохранной значимости Красной книги Республики Беларусь
- I категория — наивысшая национальная природоохранная значимость. Включает таксоны, имеющие очень низкую или быстро сокращающуюся численность, сохранение популяции которых невозможно без проведения комплексов специальных мер. Также включает таксоны, национальная популяция которых имеет высокую международную значимость.
- II категория Включает таксоны, в настоящее время не находящиеся под непосредственной угрозой исчезновения на территории республики, но имеющие тенденцию к сокращению численности и/или ареала и прогнозируемое в ближайшем будущем ухудшение статуса, а также имеющие неблагоприятный международный или европейский охранный статус.
- III категория Включает таксоны, не находящиеся под прямой угрозой исчезновения, но подверженные риску вымирания в недалёком будущем.
- IV категория Объединяет таксоны, не относящиеся к трем предыдущим категориям, но близкие к ним, имеющие неблагоприятную тенденцию на окружающих территориях или зависимые от осуществляемых мер охраны.

Обозначения охранного статуса МСОП:
- — виды на грани исчезновения (в критическом состоянии)
- — виды под угрозой исчезновения
- — уязвимые виды
- — виды, близкие к уязвимому положению
- — виды под наименьшей угрозой
- — виды, для оценки угрозы которым не хватает данных

## Список птиц, занесённых в Красную книгу Республики Беларусь
| Иллюстрация                              | Русское и латинское название                       | Статус, распространение и численность на территории страны | Статус в Красной книге | Статус МСОП                        | Прим.  |
| ---------------------------------------- | -------------------------------------------------- | --- | ---------------------- | ---------------------------------- | ------ |
| Отряд Аистообразные (Ciconiiformes)      |                                                    | |                        |                                    |        |
|                                          | Выпь большая (Botaurus stellaris)                  | Гнездовая, перелётная. Вид распространён по всей территории страны, но неравномерно. На востоке страны встречается относительно редко. Численность большой выпи существенно сократилась на территории страны в связи с мелиорацией, проводимой в 1950—90 годы. В настоящее время популяция вида оценивается как стабильная, и оставляет 950—1200 (по другим данным — 1000—1800) токующих самцов, что составляет около 5 % от всей европейской популяции вида. | III категория          | Вид вне опасности                  | [ 3 ]  |
|                                          | Выпь малая (Ixobrychus minutus)                    | Гнездовая, перелётная. Встречается на всей территории страны, но неравномерно. Большая часть популяции гнездится в Полесье, наименьшая численность предположительно характерна для Могилевской области. Численность сократилась за последние 20 лет и составляет 300—600 пар. | II категория           | Вымирающий вид                     | [ 4 ]  |
|                                          | Обыкновенная кваква (Nycticorax nycticorax)        | Гнездовая, перелётная. Территория Беларуси находится у северной границы сильно фрагментированного ареала вида. В настоящее время в Белоруссии достоверно известно единственное место гнездования в пойме реки Припять. В 1990-е годы вид относился к очень редким нерегулярно гнездящимся, численность которого оценивалась до 5 пар. Первое колониальное поселение с 27 парами птиц было найдено в окрестностях деревни Синкевичи Лунинецкого района. Также не менее 3 пар гнездилось в этом месте в 2004 году. | IV категория           | Вид вне опасности                  | [ 5 ]  |
|                                          | Чёрный аист (Ciconia nigra)                        | Гнездовая, перелётная. Гнездится на всей территории за исключением безлесных и наиболее хозяйственно освоенных человеком районов. Численность в настоящее время оценивается в 950—1300 пар, что составляет не менее 15 % от мировой популяции вида. | III категория          | Вид вне опасности                  | [ 6 ]  |
| Отряд Воробьинообразные (Passeriformes)  |                                                    | |                        |                                    |        |
|                                          | Белая лазоревка (Parus cyanus)                     | Оседлая. Гнездится в течении Припяти и её притоков. Преимущественно отмечены единичные встречи во время гнездового периода в Дрогичинском, Жабинковском и Кобринском районах. Наиболее северная находка была сделана в мае 2001 года в Борисовском районе на границе с Березинским биосферным заповедником. Численность оценивается в 500—800 пар. | III категория          | Вид вне опасности                  |        |
|                                          | Вертлявая камышовка (Acrocephalus paludicola)      | Гнездовая, перелётная. На территории болотного массива Званец обитает самая крупная популяция вида в мире. Стабильные популяции отмечены также на болотах Споровское, Дикое, Сервечь. На других болотах в Столинском, Ивацевичском, Пинском, Свислочском и Лидском районах страны встречается нерегулярно и в небольшом количестве. Численность белорусской популяции составляет 6—12 тысяч самцов (что составляет около 50 % мировой популяции вида) и сильно колеблется из года в год. | II категория           | Уязвимый вид                       | [ 7 ]  |
|                                          | Мухоловка-белошейка (Ficedula albicollis)          | Гнездовая, перелётная. Распространена в южной части страны. Численность на территории Беларуси оценивается в 3000—5000 пар и снижается. Плотность популяции в оптимальных местах обитания — дубравах национальных парков «Припятский» и «Беловежская пуща» составляет 1—4 пары на 10 га. | IV категория           | Вид вне опасности                  |        |
|                                          | Полевой конёк (Anthus campestris)                  | Гнездящийся, перелётный и транзитно мигрирующий вид. Обитает на всей территории страны, однако на севере и востоке встречается локально. Численность оценивается в 2000—3000 пар и подвержена периодическим чередующимся подъёмам и снижениями. | IV категория           | Вид вне опасности                  |        |
|                                          | Просянка (Miliaria calandra или Emberiza calandra) | Редкий гнездящийся, оседлый и кочующий вид. По территории страны проходит северная граница ареала просянки. На севере Беларуси вид не встречается. Распространена преимущественно в Полесье, но в настоящее время постепенно продвигается в своём ареале на север (в 1970-е годы вид начал встречаться в ряде районов Минской области — Столбцовском, Несвижском, Клецком и др.). Численность в Беларуси является стабильной и оценивается в 600—1000 пар. | III категория          | Вид вне опасности                  |        |
|                                          | Садовая овсянка (Emberiza hortulana)               | Гнездящийся, перелётный вид. Обитает на всей территории страны. Численность заметно колеблется и оценивается в пределах 2000—4000 пар. | II категория           | Вид вне опасности                  |        |
|                                          | Усатая синица (Panurus biarmicus)                  | Гнездящийся и зимующий вид. Впервые на гнездовании в Беларуси вид отмечен в 1993 году в Червенском районе (рыбхоз «Волма»). Распространена локально в южной, западной и центральной частях страны. Численность популяции подвержена сильным колебаниям и, вероятно, составляет 20—100 пар. | IV категория           | Вид вне опасности                  |        |
|                                          | Хохлатый жаворонок (Galerida cristata)             | Гнездящийся и зимующий вид. Спорадично встречается на всей территории страны, но более широко — в южной части. Численность вида в целом низкая, составляет 1000—1500 пар — подвержена значительным колебаниям и сокращается. | III категория          | Вид вне опасности                  |        |
|                                          | Чернолобый сорокопут (Lanius minor)                | Гнездящийся, перелётный вид. Регулярно встречается на юге страны. На остальной части Беларуси встречается крайне спорадично и южнее 54° северной широты. В последние годы в центральной и северной частях страны вид практически не отмечается, а встречи с ним в гнездовой период в южных районах являются единичными. Численность вида низкая и оценивается в пределах 50—200 пар. Снижение численности и сокращение ареала вида было отмечено в 1970—90-е годы. | II категория           | Вид вне опасности                  |        |
| Отряд Гагарообразные (Gaviiformes)       |                                                    | |                        |                                    |        |
|                                          | Чернозобая гагара (Gavia arctica)                  | Гнездящийся, перелётный, транзитно мигрирующий и эпизодически зимующий вид. Гнездится в северной части страны (Белорусском Поозерье). Летающие неполовозрелые птицы и единичные гнездящиеся пары также встречаются в более южных регионах. Верхний предел численности размножающихся птиц оценивается в 15 пар. В последние года вид не отмечен в ряде ранее известных мест своего гнездования и обнаружено только лишь одно новое поселение — одна пара на озере Чёрное (Городокский район). Численность неразмножающихся птиц является более стабильной и оценивается в 50—60 особей. | II категория           | Вид вне опасности                  | [ 8 ]  |
| Отряд Гусеобразные (Anseriformes)        |                                                    | |                        |                                    |        |
|                                          | Белоглазый нырок (Aythya nyroca)                   | Гнездовая, перелётная. По территории страны проходит северная граница гнездового ареала. В 1950-60-е годы на территории страны имелось 5 участков, где вид являлся обычным видом: озера в поймах рек Припять, Брагинка, Березина и озера Выгонощанское и Червоное. Вид был также многочисленным в плавнях больших рек. В последние годы озера в пойме Брагинки и Березины исчезли в результате проведения мелиоративных работ. В 1970-е годы 3-5 пар ежегодно отмечались на водохранилище «Лядские» в Беловежской пуще, в 1982-83 годах здесь же было отмечено гнездование. В последнее десятилетие вид встречался в пойме Припяти, на прудах рыбхозов «Белое» Житковичского района, «Полесье» Пинского района, «Руда» Малоритского района, «Новоселки» Дрогичинского района, «Страдочь» Брестского района, в устье реки Мухавец на окраине Бреста, а также в ряде других водоёмов. На гнездовании в Белорусском Поозерье впервые был отмечен в 2002 году на озере Богинское в Национальном парке «Браславские озера». | I категория            | Вид, близкий к уязвимому положению |        |
|                                          | Большой крохаль (Mergus merganser)                 | Гнездящийся, перелётный, транзитно мигрирующий и в небольшом числе зимующий вид. Северная часть Беларуси. Наиболее южные точки гнездовании на территории страны отмечены в Мостовском (Гродненская область) и Осиповичском (Могилевская область) районах. В 1980 — 90-е годы численность вида оценивалась в 40—50 гнездящихся пар. Сейчас белорусская популяция оценивается в 70 гнездящихся пар. | III категория          | Вид вне опасности                  |        |
|                                          | Луток (Mergellus albellus)                         | Гнездящийся перелётный, единично зимующий вид. В 1989 году на прудах рыбхоза «Белое» (Житковичский район) впервые была обнаружена локальная популяция. Отмечен единичный случай гнездования вида в Мядельском районе. Во время гнездового периода негнездящиеся одиночные птицы отмечаются в различных рыбхозах Беларуси («Красная Зорька» Житковичского района, «Селец» Березовского района, «Красная Слобода» Солигорского района. Во время пролёта единичные птицы и небольшие стайки отмечаются на водоёмах по всей территории страны. Численность стабильна и составляет приблизительно 15—30 пар. | II категория           | Вид вне опасности                  |        |
|                                          | Пискулька (Anser erythropus)                       | Мигрирующий через территорию страны вид. Спорадически встречается во время миграций в разных регионах Беларуси — Жабинковском, Любанском, Смолевичском, Шарковщинском районах, а также в Беловежской пуще. Чаще встречается на весеннем пролёте в пойме Припяти. В Беларуси вид отмечается не ежегодно и всегда в небольших количествах. | IV категория           | Уязвимый вид                       | [ 9 ]  |
|                                          | Серый гусь (Anser anser)                           | Гнездящийся перелётный вид. На территории страны на гнездовании исчез в начале XX века. В результате резкого увеличения численности вида с начала 1950-х годов в западной части Европы вид начал распространяться в восточном направлении и в 1990-х появился на гнездовании в Беларуси. В настоящее время гнездится преимущественно в южной, западной и северо-западной части страны. В разные годы регистрировался на гнездовании в Браславском, Брестском, Малоритском, Дрогичинском, Пинском районах. На миграции немногочисленный. Численность составляет около 100—200 размножающихся пар. Неблагоприятным фактором является весенняя охота на гусей, фактор беспокойства птиц на гнездованиях, сокращение площади территорий, благоприятных для гнездования вида, реконструкция заросших рыбоводных прудов, сопровождающаяся уничтожением зарослей надводной растительности (тростников). | IV категория           | Вид, близкий к уязвимому положению | [ 10 ] |
|                                          | Средний крохаль (Anas acuta)                       | Гнездовая, перелётная, мигрирующая. В Беларуси гнездится на территории Нарочанских озёр. Во время гнездового периода вид отмечается также на Браславских озёрах. Во время пролёта регулярно встречается на крупных водоёмах в разных частях страны. Численность стабильна и составляет 10-20 пар. | II категория           | Вид вне опасности                  |        |
|                                          | Шилохвость (Mergus serrator)                       | Гнездовая, перелётная, мигрирующая. Спорадическое гнездование отдельных пар шилохвости отмечается в различных частях страны. Известны два участка регулярного гнездования в пойме Припяти (окрестности города Туров и устье реки Ствига, Житковичский район). В значительных количествах весной вид мигрирует транзитом через всю территорию Беларуси. На территории страны гнездится 70—150 пар (менее 1 % европейской популяции вида). | III категория          | Вид вне опасности                  |        |
| Отряд Дятлообразные (Piciformes)         |                                                    | |                        |                                    |        |
|                                          | Белоспинный дятел (Dendrocopos leucotos)           | Оседлая, кочевая птица. На территории страны распространён относительно мозаично на всей территории. Наиболее часто встречается в южных регионах республики. Общая численность невысокая и составляет 5000-6000 пар. | IV категория           | Вид вне опасности                  |        |
|                                          | Зелёный дятел (Picus viridis)                      | Оседлая, кочевая птица. Территория Беларуси полностью находится в пределах ареала вида, однако его распространение весьма неравномерно, встречается чаще в южной половине страны. Один из самых редких видов дятлов республики. Численность повсеместно низкая и оценивается в 3000—5000 пар. Отмечается некоторое снижение численности вида. | III категория          | Вид вне опасности                  |        |
|                                          | Трёхпалый дятел (Picoides tridactylus)             | Оседлый вид, в зимнее время, вероятно, кочует. На территории Беларуси обнаружены два подвида. Подвид P. t. tridactylus распространён преимущественно в северной части страны. Подвид P. t. alpinus обитает в Полесье. Общая численность оценивается в 3000—5000 пар и вероятно сокращается. В оптимальных местах обитания плотность гнездования составляет 0,3—0,4 пары на 10 га, а в Стародорожском районе — до 0,6 пары на 10 га. | IV категория           | Вид вне опасности                  |        |
| Отряд Журавлеобразные (Gruiformes)       |                                                    | |                        |                                    |        |
|                                          | Коростель (Crex crex)                              | Гнездящийся, перелётный и транзитно мигрирующий вид. Распространён на всей территории страны. Обитает преимущественно на пойменных сырых, но не переувлажнённых, частично закустаренных лугах. Численность вида составляет 26—32 тысяч токующих самцов. В Беларуси в 1996 году исключен из списка охотничьих. | III категория          | Вид вне опасности                  |        |
|                                          | Малый погоныш (Porzana parva)                      | Гнездящийся, перелётный и транзитно мигрирующий вид. Распространён на всей территории страны, однако в северной части встречается гораздо реже. Численность птиц на гнездовании оценивается в 2000—3000 пар. | IV категория           | Вид вне опасности                  |        |
|                                          | Серый журавль (Grus grus)                          | Перелётный, гнездящийся и транзитно мигрирующий вид. Встречается повсеместно на территории страны во всех благоприятных для гнездования биотопах. Численность на территории Беларуси резко сократилась в 1960-70-е годы в связи с осушением болот, к 1980-м годам она стабилизировалась, а с 1990-х годов происходит некоторый её рост. Численность в Беларуси оценивается в 800—1500 пар и около 1000 неразмножающихся птиц. | III категория          | Вид вне опасности                  |        |
| Отряд Курообразные (Galliformes)         |                                                    | |                        |                                    |        |
|                                          | Белая куропатка (Lagopus lagopus)                  | Оседлая птица. В 1930-е годы на территории страны южная граница ареала доходила до Любанского района Минской области, а в 1956—57 годах проходила по линии Горки—Могилёв—Бобруйск—Осиповичи—Пуховичи—Поставы. Потом отмечено сокращение численности и распространения. В настоящее время вид сохранился преимущественно на крупных болотных массивах Витебской области. Отдельные находки вида сделаны на территории Березинского заповедника и отдельных районов Минской области, заказника «Острова Дулебы» и Белыничского района Могилевской области. В 1992—2000 годах вид найден в Сморгонском районе Гродненской области. На протяжении последних двух столетий происходит постепенное сокращение численности и смещение на север южной границы ареала. В настоящее время микропопуляции вида сохранились исключительно на территории крупных массивов верховых и переходных болот. | II категория           | Вид вне опасности                  |        |
| Отряд Поганкообразные (Podicipediformes) |                                                    | |                        |                                    |        |
|                                          | Серощёкая поганка (Podiceps grisegena)             | Гнездящийся, перелётный вид. Обитает на всей территории страны. Гнездования вида известны на территории Беловежской пущи. Стабильные поселения сформировались исключительно на рыбхозах. На территории страны на гнездовании преимущественно отмечается единичными парами. Крайне редко на водоёме может поселяться 2—4 пары. Общая численность в Беларуси подвержено колебаниям и составляет 50—100 пар. | IV категория           | Вид вне опасности                  | [ 11 ] |
| Отряд Ракшеобразные (Coraciiformes)      |                                                    | |                        |                                    |        |
|                                          | Золотистая щурка (Merops apiaster)                 | Гнездовая, перелётная птица. Локально гнездится на нескольких изолированных участках в южной части страны (Брагинский, Добрушский, Гомельский, Житковичский, Хойникский, Осиповичский районы). Отдельные встречи с видом известны и на севере страны в Шумилинском районе. Первая находка гнездования вида на территории страны датируется 1980 годом. С начала 1990-х годов отмечается расширение ареала и увеличение численности, которая в оценивается в 30—60 пар. | III категория          | Вид вне опасности                  |        |
|                                          | Обыкновенный зимородок (Alcedo atthis)             | Гнездовая, перелётная птица. Отмечен на реке Ушача, Буг, Ислочь, Неман, Сож. Также, вероятно, может обитать в западной и северной частях страны. Немногочисленная, местами редкая птица. Современная численность в Беларуси оценивается в 3000—6000 пар. | III категория          | Вид вне опасности                  | [ 12 ] |
|                                          | Сизоворонка (Coracias garrulus)                    | Гнездовая, перелётная птица. Около 20 лет назад встречалась на всей территории страны и была обычным, а местами даже многочисленным видом (особенно в Полесье). В конце 1970-х — 1980-е годы имело место резкое сокращение численности на территории Беларуси. Вид распространён очень мозаично и в большинстве районов страны он исчез полностью. В 1997 году белорусская популяция составляла 600—900 пар. Современная численность оценивается, вероятно, составляет лишь несколько десяток пар. Тенденция к сокращению численности сохраняется. | I категория            | Вид, близкий к уязвимому положению |        |
| Отряд Ржанкообразные (Charadriiformes)   |                                                    | |                        |                                    |        |
|                                          | Авдотка (Burhinus oedicnemus)                      | Гнездящийся, перелётный вид. Встречается в юго-восточной части Гомельской области. В последние десятилетия вид приурочен исключительно к Брагинскому району. В начале XX века вид был местами довольно обычным для Полесья, но уже в 1930-е годы стал редким на гнездовании. В 1980-е годы на всей территории страны было известно только лишь 3 пары в Брагинском районе и только 1 пара в 1991 году в этих же местах. Современная численность оценивается в 1—10 пар (менее 1 % от всей европейской популяции). | I категория            | Вид вне опасности                  |        |
|                                          | Большой веретенник (Limosa limosa)                 | Гнездящийся, перелётный и транзитно мигрирующий вид. Встречается в подходящих местах обитания на всей территории страны, но более обычен в центральной и южной частях. В 1990-х годах зафиксировано уменьшение численности. Современная численность оценивается в 6—8,5 тысяч гнездящихся пар (около 5 % от европейской популяции вида). | III категория          | Вид, близкий к уязвимому положению |        |
|                                          | Большой кроншнеп (Numenius arquata)                | Гнездящийся, перелётный и транзитно мигрирующий вид. В Беларуси гнездится в подходящих биотопах на всей территории страны, но чаще встречается в Поозерье, а крупнейшие гнездовые поселения находятся на Полесье. Один из наиболее малочисленных видов куликов в период осенних миграций. Ранее считался немногочисленной гнездящейся птицей, весьма обычной в Полесье. После осушения в 1950-60-х годах больших территорий болотных массивов имело место значительное сокращение численности вида на юге страны. Современная численность относительно стабильная и оценивается в 950—1200 гнездящихся пар (менее 1 % от всей европейской популяции). | III категория          | Вид, близкий к уязвимому положению |        |
|                                          | Большой улит (Tringa nebularia)                    | Гнездящийся, перелётный и транзитно мигрирующий вид. В Беларуси обитает преимущественно в северных и центральных районах. В южной части страны в летний период встречается на Ольманских болотах, где существует изолированное поселение, поскольку гнездование вида доказано в приграничных районах с Украиной. Ранее считался немногочисленным пролетным видом. Первое достоверное гнездование было обнаружено в Березинском заповеднике. В 1977-87 годах отдельные пары с признаками гнездового поведения отмечались на верховых болотах в Витебской области. Вид активно расселяется в западном и юго-западном направлениях. В конце 1990-х годов птицы с гнездовым поведением регистрировались на болотных массивах Друть-Березинского междуречья, а самой южной точкой обитания вида является заказник «Ольманские болота» на границе с Украиной. Современная численность оценивается в 200—250 гнездящихся пар.                                                                                                 | III категория          | Вид вне опасности                  |        |
|                                          | Галстучник (Charadrius hiaticula)                  | Гнездящийся, перелётный и транзитно мигрирующий вид. В Беларуси встречается главным образом вдоль русла Припяти и некоторых её притоков (реки Горынь, Ствига). Обитает также на реке Щара на участке между ст. Доманово и городом Слоним. Несколько пар отмечены во время гнездового периода в 1996 году у устья реки Березина (окрестности деревни Горваль). Первые сведения о гнездовании относятся к 1973 году для окрестностей города Турова. Во второй половине 1980-х годов на реке Припять было обнаружено около 20 гнездящихся пар, а в начале 1990-х на том же участке уже гнездилось 35—40 пар. В этот же период времени обнаружены новые гнездования на реке Щара. В 1995-97 года размер белорусской гнездовой популяции оценивался в 110—160 пар. Данные учётов 1998—2002 годов свидетельствуют, что современная численность составляет 240—300 пар (менее 1 % от всей европейской популяции). | III категория          | Вид вне опасности                  |        |
|                                          | Гаршнеп (Lymnocryptes minimus)                     | Гнездящийся, перелётный и транзитно мигрирующий, изредка зимующий вид. На территории Беларуси проходит южная граница глобального ареала. Гнезда и встречи птиц во время гнездового периода были отмечены преимущественно на севере страны. Во время миграций гаршнеп встречается на всей территории республики, но чаще попадается во время осеннего пролёта. Гнездится спорадично, а численность колеблется по годам. Численность белорусской популяции составляет до 20 пар. Согласно другим данным, вид регулярно гнездится в Поозерье, но с низкой плотностью, а общая численность достигает около 150 пар. Зимующая популяция оценивается максимум до 50 птиц. | III категория          | Вид вне опасности                  |        |
|                                          | Дупель (Gallinago media)                           | Гнездящийся, перелётный и транзитно мигрирующий вид. Встречается небольшими группировками по всей территории Беларуси, но гораздо более обычен в Полесье. Крупные тока находятся в пойме реки Припять, где численность токующих самцов составляет около 1000 птиц. В 1930-х и 1940-х годах данный был обычной и местами многочисленной птицей. В середине 1950-х годов произошло значительное (в 2—2,5 раза) сокращение численности, обусловленное осушительными работами. В 1997 году численность вида оценивалась в 2—5 тысяч самцов. По состоянию на 2000—2001 года, численность популяции составляла 4600—6000 токующих самцов. | II категория           | Вид, близкий к уязвимому положению |        |
|                                          | Золотистая ржанка (Pluvialis apricaria)            | Гнездящийся, перелётный и транзитно мигрирующий вид. На территории страны Беларуси проходит южная граница гнездового ареала, следующая по Друть-Березинскому междуречью в Минской и Могилевской областях. Обитает преимущественно на верховых болотах в Витебской области. Гнездование вида на территории страны впервые подтверждено в 1975 году для Козьянского охотничьего заказника. Современная численность оценивается в 135—185 гнездящихся пар (менее 1 % от всей европейской популяции). | III категория          | Вид вне опасности                  |        |
|                                          | Кулик-сорока (Haematopus ostralegus)               | Гнездящийся, перелётный и транзитно мигрирующий вид. В Беларуси, вероятно, встречаются два подвида — Haematopus ostralegus ostralegus и Haematopus ostralegus longipes. Бо́льшую часть территории страны населяет подвид longipes, расселяющийся с юго-востока. Вероятной областью распространения номинативного подвида являются северо-западные районы республики. Вид обитает преимущественно на крупных и средних реках (Припять, Днепр, Сож, Березина, Горынь), озерах (Браславские) и некоторых водохранилищах (Вилейское). До 1970-х годов были отмечены только лишь единичные случаи гнездования. В 1980-е годы общая численность на территории страны оценивалась в 225 гнездящихся пар. Дальнейшее увеличение численности имело место в 1990-е годы. В настоящее время размер белорусской популяции составляет около 300 пар. | III категория          | Вид вне опасности                  |        |
|                                          | Мородунка (Xenus cinereus)                         | Гнездящийся, перелётный вид. На территории Беларуси гнездится преимущественно в южной части страны — в пойме реки Припять и некоторых её притоков, рек Щара, Сож, Днепр, доходя до города Жлобин. В северной части страны единично встречается в районе Браславских озёр. Крупнейшие стабильные поселения находятся на пойменных лугах реки Припять в окрестностях города Туров, деревни Погост, деревни Переров Житковичского района. Современные исследования свидетельствуют о расширении гнездового ареала вида и росте численности, которая оценивается в 150—200 гнездящихся пар (менее 1 % от всей европейской популяции). | III категория          | Вид вне опасности                  |        |
|                                          | Малая крачка (Sterna albifrons)                    | Гнездящийся, перелётный и транзитно мигрирующий вид. На территории Беларуси обитает преимущественно в южной части страны, реже встречается в центральной и северной частях. Современная численность составляет 900—1100 пар. Численность является стабильной, возможны малые флуктуации. Более 80 % белорусской популяции гнездится на территории Брестской и Гомельской областей. | II категория           | Вид вне опасности                  |        |
|                                          | Малая чайка (Hydrocoloeus minutus)                 | Гнездящийся, перелётный и транзитно мигрирующий вид. Распространена на всей территории Беларуси, но везде встречается мозаично и неравномерно. Гнездится также мозаично, часто меняя места колоний. Основные места гнездования располагаются на севере и юге страны. Современная численность оценивается в 1000—2000 пар. Численность может значительно меняться, вплоть до отсутствия на гнездовании в отдельные годы. | III категория          | Вид вне опасности                  |        |
|                                          | Поручейник (Tringa stagnatilis)                    | Гнездящийся, перелётный и транзитно мигрирующий вид. Обитает преимущественно в Полесье. Отдельные пары на гнездовании отмечались в Ляховичском районе и окрестностях Минска, у города Речица, в устьях рек Гайна и Окра, на реке Сож у деревни Однополье. Ранее вид единично отмечался во время гнездований только в Припятском Полесье. Первые гнездовые находки произведены в 1996 году. Более северные и частые находки птиц в 1996—2001 году свидетельствуют о росте численности вида и расширении территории гнездования в Беларуси. Современная численность вида составляет 40—70 гнездящихся пар (менее 1 % от всей европейской популяции). | I категория            | Вид вне опасности                  |        |
|                                          | Сизая чайка (Larus canus)                          | Гнездящийся, перелётный и транзитно мигрирующий вид. Обитает на всей территории страны. Заселение видом территории Беларуси, по-видимому, началось в начале XX века с верховых болот Витебской области. С середины XX столетия отмечается рост численности, которая в настоящее время составляет 500—1200 гнездящихся пар. | IV категория           | Вид вне опасности                  |        |
|                                          | Средний кроншнеп (Numenius phaeopus)               | Гнездящийся, перелётный и транзитно мигрирующий вид. На территории Беларуси находится южная граница ареала вида, который здесь встречается преимущественно в Поозерье. Самой южной точкой гнездования вида является болотный массив «Заозерье» в Могилевской области. Ранее считался редким пролетным видом. Достоверно первое гнездование было установлено в Витебской области в 1976 году. Современный размер популяции оценивается в 100—170 гнездящихся пар. | III категория          | Вид вне опасности                  |        |
|                                          | Турухтан (Philomachus pugnax)                      | Гнездящийся, перелётный и транзитно мигрирующий вид. Территория Беларуси находится вблизи западной границы сплошного ареала вида. Встречается на всей территории страны, за исключением Полесья. Везде редок. Оценка численности затрудняется из-за значительных её колебаний по годам, а также трудностями учёта гнездящихся птиц. Численность оценивается в 2000—2400 пар. Во время весенних миграций численность вида только на территории Полесья составляет 50—100 тысяч птиц. | I категория            | Вид вне опасности                  |        |
| Отряд Совообразные (Strigiformes)        |                                                    | |                        |                                    |        |
|                                          | Болотная сова (Asio flammeus)                      | Гнездящийся, перелётный, в отдельные годы в незначительном количестве зимующий вид. В Беларуси вид встречается по всей территории страны небольшими непостоянными поселениями. На всем протяжении ареал мозаичный. Численность составляет в пределах 500—1500 пар (3 % от всей популяции вида в Европе). Для вида характерны явные флуктуации численности, определяемые кормовой базой (мышевидные грызуны). | I категория            | Вид вне опасности                  |        |
|                                          | Бородатая неясыть (Strix nebulosa)                 | Гнездящийся, оседлый вид. По территории страны ареал вида распределяется крайне неравномерно. Основная часть популяции, вероятно, сконцентрирована в районах с обширными болотными массивами (болота в районе озера Выгоновского, Ольманские болота, и др.). В 1994-98 года высокая концентрация гнездящихся пар отмечалась в заболоченных мелколиственных лесах поймы реки Щара в Ляховичском райое Брестской области, однако начиная с 2001 года гнездящиеся пары там не выявлены. В других частях страны известны только единичные находки гнезд (Витебская, Брестская, Гродненская и Гомельская обл.) или только встречи одиночных не размножающихся птиц (Минская и Могилевская области). Численность составляет 50—100 пар (около 5 % европейской популяции). Для белорусской популяции характерны крайняя нестабильность распределения гнездовых группировок. | II категория           | Вид вне опасности                  |        |
|                                          | Воробьиный сыч (Glaucidium passerinum)             | Гнездящийся, оседлый вид. Распространён на территории страны повсеместно, но неравномерно. Реже встречается или полностью отсутствует в мало лесистых районах, например, на территории Могилевской области. Общая численность составляет 1200—2000 пар (около 6 % от европейской популяции). Тенденции численности не изучены. | IV категория           | Вид вне опасности                  |        |
|                                          | Длиннохвостая неясыть (Strix uralensis)            | Гнездящийся, оседлый вид. По территории страны проходит южная граница гнездового ареала. Белорусский участок ареала охватывает целиком Витебскую область, северную часть Гродненской, северную и центральную части Минской, и северо-западную часть Могилевской области. Наиболее южная находка вида отмечена в Налибокской пуще. Наиболее крупные гнездовые группировки сосредоточены на территории Витебской области. Является обычным видом сов в лесах на севере страны. Общая численность в Беларуси составляет около 1200—1800 гнездящихся пар. В оптимальных местах обитания плотность гнездования может составлять от 4,5 пар на 100 км² (Березинский заповедник) до 9,5 пар на 100 км² (крайний север страны). | I категория            | Вид вне опасности                  |        |
|                                          | Домовый сыч (Athene noctua)                        | Гнездящийся, оседлый вид. Встречается по всей территории страны, но весьма неравномерно. Численность, вероятно, в пределах 200—1000 пар (не более 0,5 % от общей численности вида в Европе). Специальные учёты не проводились. | III категория          | Вид вне опасности                  |        |
|                                          | Обыкновенная сипуха (Tyto alba)                    | Оседлая птица. По территории Беларуси проходит восточная граница ареала вида. Достоверные документированные находки очень малочисленны, и преимущественно относятся к первой половине — середине XX века. На территории Беларуси гнездование сипухи подтверждено только двумя находками гнёзд: в 1904 году в Пинском районе и в 1950 году в Беловежской пуще, а также встречами с лётными выводками летом 1976 года в Житковичском и 1980 года в Новогрудском районах. После 1980 года, в ходе специальных исследований не было выявлено ни одного нового случая гнездования на территории страны. Прослеживается тенденция к снижения численности, которая оценивается предположительно в 5—15 пар (менее 0,01 % от общей численности вида в Европе). | II категория           | Вид вне опасности                  |        |
|                                          | Сплюшка (Otus scops)                               | Гнездящийся, перелётный вид. Территория страны целиком находится в границах ареала, но его распространение носит крайне мозаичный характер. Гнездование в Беларуси доказано единственной находкой гнезда в 1984 году в Верхнедвинском районе Витебской области. Во время гнездового периода птицы были отмечены в Пинском, Лиозненском, Витебском, Гомельском районах. Численность, вероятно, флуктуирует либо сокращается. Точная численность не известна и примерно оценивается в 10—100 пар. | IV категория           | Вид вне опасности                  |        |
|                                          | Филин (Bubo bubo)                                  | Гнездящийся, оседлый вид. Территория страны целиком находится в границах ареала, но его расселение имеет очень неравномерный характер. Территории с особенно высокой численностью популяции находятся в Брестской области (Дрогичинский, Ивановский, Ивацевичский, Лунинецкий, Ляховичский, Столинский, Пинский районы) и на западе Гомельской области (Житковичский, Лельчицкий, Петриковский районы). Полностью отсутствует вблизи крупных городов, в некоторых аграрных районах западной, центральной и восточной Беларуси. Заметное сокращение численности произошло в 1960-70-е годы. Современная численность на территории страны оценивается в 400—500 пар (около 4 % от общей численности вида в Европе). | II категория           | Вид вне опасности                  |        |
| Отряд Соколообразные (Falconiformes)     |                                                    | |                        |                                    |        |
|                                          | Дербник (Falco columbarius)                        | Гнездящийся, перелётный и транзитно мигрирующий вид. По территории страны проходит южная граница гнездового ареала. Основными гнездовыми местообитаниями вида являются центральные части крупных верховых болот. В последнее десятилетие численностью является стабильной и оценивается в 300—350 гнездящихся пар. | III категория          | Вид вне опасности                  |        |
|                                          | Кобчик (Falco vespertinus)                         | Гнездящийся, перелётный и транзитно мигрирующий вид. Вся территория Беларуси находится в пределах ареала вида, но встречается он крайне редко, преимущественно на территории Полесья. Начиная с середины XX столетия известны только единичные случаи гнездования. За пределами Полесья отмечено только лишь два случая гнездования вида: в 1959 году в Дубровенском районе и в 1974 году в Вилейском районе. Регулярные встречи молодых птиц в конце лета и начале осени в Толочинском и Оршанском районах страны позволяют предположить регулярное гнездование птиц в малоизученных безлесных районах на востоке страны. | I категория            | Вид, близкий к уязвимому положению |        |
|                                          | Обыкновенная пустельга (Falco tinnunculus)         | Гнездящийся, перелётный и транзитно мигрирующий вид. Гнездится на всей территории Беларуси, но чаще встречается в безлесных районах западной, юго-западной, центральной и северо-восточной частях страны. Малочисленный вид, характеризующийся колебаниями численности по годам. Общая численность оценивается в 1200—1700 пар. | III категория          | Вид вне опасности                  |        |
|                                          | Сапсан (Falco peregrinus)                          | Возможно гнездящийся, перелётный и транзитно мигрирующий вид. Является самым редким видом хищных птиц Беларуси. Гнездование не регистрировалось с 1980 года. До середины XX столетия в Беларуси был наиболее обычным из соколов и гнездился преимущественно в Полесье, а также в Беловежской пуще. В 1980 году выводок летных сапсанов и две взрослые птицы были отмечены в Мядельском районе. Известны встречи с взрослыми птицами в гнездовой период на протяжении 1981—2002 годов в Миорском, Мядельском и Лунинецком районах, в Березинском заповеднике, Беловежской пуще. В настоящее время известные места гнездования сапсана находятся в России и Польше. Численность вида в Беларуси оценивается максимум в 3 пары. | I категория            | Вид вне опасности                  |        |
|                                          | Чеглок (Falco subbuteo)                            | Гнездящийся, перелётный и транзитно мигрирующий вид. Встречается по всей территории страны. Численность и распределение вида на территории Беларуси значительно колеблются по годам и в зависимости от типов ландшафта. Наибольшая плотность гнездования составляет 2—4 пары на 100 км². В целом, является одним из наиболее обычных охраняемых видов хищных птиц Беларуси. Его численность оценивается в 2500—2700 пар. | IV категория           | Вид вне опасности                  |        |
| Отряд Ястребообразные (Accipitriformes)  |                                                    | |                        |                                    |        |
|                                          | Беркут (Aquila chrysaetos)                         | Гнездящийся оседлый и кочующий вид. На территории страны, в настоящее время, гнездования беркута найдены только в восточной части Поозерья на крупных верховых болотах в Витебском, Полоцком, Шумилинском, Россонском и Лепельском районах. Ранее также достоверно гнездился на Пинщине и в Беловежской пуще. Численность в Беларуси стабильная, и гнездящаяся часть популяции составляет 25—35 пар. | I категория            | Вид вне опасности                  |        |
|                                          | Большой подорлик (Aquila clanga)                   | Гнездящийся, перелётный и транзитно мигрирующий вид. На территории страны преимущественно встречается в Припятском Полесье, за пределами которого является крайне редким. В начале 1990-х годов вид считался крайне редким на гнездовании, а общая численность в пределах страны составляла 20—25 пар. В настоящее время, согласно результатам специально проведённых исследований, численность популяции составляет 150—200 пар (около 15 % европейской популяции вида). При этом из них примерно 100—150 пар гнездится на заболоченной территории Белорусского Полесья. В оптимальных местах обитания плотность гнездования составляет 2,7—5,3 пары на 100 км². | I категория            | Уязвимый вид                       |        |
|                                          | Змееяд (Circaetus gallicus)                        | Гнездящийся, перелётный и транзитно мигрирующий вид. Встречается практически на всей территории страны. Наиболее обычен в Припятском Полесье. Отсутствует вдоль западной государственной границы, а также в густо населённых холмистых районах на юге Гродненской, в центре и на севере Могилевской и Минской областей. До 1960-х годов вид считали широко распространённым на юге республики. Согласно результатам исследований 1998—2002 годов, змееяд является обычным видом на территории южной и юго-восточной частей страны, где численность популяции оценивается в 400—450 пар. На севере страны численность является стабильной и составляет в 50—70 пар. Общая же численность белорусской популяции оценивается в 530—700 пар. | II категория           | Вид вне опасности                  |        |
|                                          | Красный коршун (Milvus milvus)                     | Гнездящийся, перелётный вид. По территории страны проходит восточная граница ареала вида. До середины XX века птиц регулярно встречали в южной и западной частях Беларуси. Находки гнездовий имели место в Беловежской пуще, Петриковском и Гродненском районах. В 1950-е годы в Беловежской пуще ежегодно гнездились 3—4 пары. В 1960-70-е годы вид перестал встречаться в Беловежской пуще, и только лишь в 1982-85 года единственная пара снова начала там гнездиться. Нерегулярное гнездование известно только на территории Гродненской области. В 2000—2002 годах одиночные птицы встречались в Налибокской пуще, Молодечненском и Лунинецком районах, Беловежской пуще. После значительного снижения численности в середине XX века, известны только нерегулярные единичные случаи гнездования и встречи с взрослыми птицами во время гнездового периода. Современная численность оценивается в 3—10 пар. | II категория           | Вид, близкий к уязвимому положению |        |
|                                          | Малый подорлик (Aquila pomarina)                   | Гнездящийся, перелётный и транзитно мигрирующий вид. В Беларуси вид распространён на всей территории страны, за исключением безлесных и наиболее хозяйственно освоенных человеком районов. Согласно учётам, проводившимся в 1999—2002 годах, данный вид является наиболее обычным среди всех редких видов хищных птиц Беларуси. Популяция находится в стабильном состоянии, а численность оценивается в 3200—3800 пар (более 30 % от мировой популяции европейского подвида). | III категория          | Вид вне опасности                  |        |
|                                          | Орёл-карлик (Hieraaetus pennatus)                  | Гнездовая, перелётная птица. По территории страны проходит северная граница глобального ареала вида. Известно несколько гнездований в Беловежской пуще, на Пинщине, в Стародорожском, Речицком, Ляховичском и Гомельском районах. Разрозненные данные о гнездовании вида на территории Беларуси не дают ясного представления о тенденциях изменения численности. Вероятно, вид всегда был очень редок на гнездовании в республике. Численность не превышает 10—15 гнездящихся пар. | I категория            | Вид вне опасности                  |        |
|                                          | Орлан-белохвост (Haliaeetus albicilla)             | Гнездящийся, перелётный и транзитно мигрирующий, частично зимующий вид. Крайне мозаично распространённый на всей территории Беларуси, но более обычен в Припятском Полесье. В восточной Беларуси в поймах рек Днепр и Березина встречается на гнездовании крайне редко. В последние десятилетия отмечена тенденция, когда некоторые гнездящиеся пары держатся на своём гнездовом участке круглый год, оставаясь на зимовку. В начале 1990-х годов на территории Полесья было известно только 5 мест регулярного гнездования. Основная часть популяции сконцентрирована в южных районах страны, где согласно оценкам численность составляет 50—60 гнездящихся пар. На севере республики численность остаётся стабильной и оценивается в 20—25 пар. При этом общая численность вида в Беларуси составляет 85—105 гнездящихся пар. | II категория           | Вид вне опасности                  |        |
|                                          | Полевой лунь (Circus cyaneus)                      | Гнездовая, перелётная, транзитно мигрирующая, зимующая птица. Распространение вида на территории республики является неравномерным. Полевой лунь очень редок в Гродненской, на севере Минской и Могилевской областей. Относительно регулярно вид встречается в Полесье и в Поозерье. В годы с малоснежными мягкими зимами, по-видимому, возможна зимовка птиц в юго-западных районах Беларуси. В республике всегда был немногочисленным видом. Современная численность оценивается в 600—800 гнездящихся пар. Имеет место тенденция к снижению численности вида. | III категория          | Вид вне опасности                  |        |
|                                          | Скопа (Pandion haliaetus)                          | Гнездящийся, перелётный и транзитно мигрирующий вид. Практически вся белорусская популяция скопы обитает на севере страны в Поозерье. На территории Полесья были известны единичные случаи гнездования в XX веке в Пинском, Брагинском, Речицком и Лунинецком районах. В настоящее время продолжает нерегулярно гнездиться в Полесье. Одиночные охотящиеся птицы были отмечены в 1995 году на Солигорском водохранилище и на реке Припять. Численность стабильна и составляет 150—180 гнездящихся пар. | II категория           | Вид вне опасности                  |        |
|                                          | Чёрный коршун (Milvus migrans)                     | Гнездящийся, перелётный и транзитно мигрирующий вид. Распределяется неравномерно по территории страны и почти везде очень редок. Несколько чаще встречается в поймах крупных рек восточной Беларуси. Относительно обычный вид в пойменных лесах среднего течения Припяти. В прошлом на территории республики был повсеместно обычным гнездящимся видом. В 1980-90-е годы произошло значительное снижение численности, которая в настоящее время оценивается в 200—230 пар, причём более половины популяции обитает в восточной части Беларуси. Наиболее высокая плотность гнездования отмечается в районе слияния рек Березины и Днепра (6 пар на 44 км²). | III категория          | Вид вне опасности                  | [ 13 ] |